# Mireia Abant Condal
Mireia Abant Condal (Sabadell, 25 de marzo de 1989) es una deportista española que compitió en ciclismo en la modalidad de trials. Su hermana gemela Gemma también compite en la misma especialidad.
Ganó 5 medallas en el Campeonato Mundial de Ciclismo de Montaña entre los años 2004 y 2011, y 7 medallas en el Campeonato Europeo de Ciclismo de Montaña entre los años 2006 y 2013.

## Palmarés internacional
| Campeonato Mundial | Campeonato Mundial          | Campeonato Mundial | Campeonato Mundial |
| Año                | Lugar                       | Medalla            | Competición        |
| ------------------ | --------------------------- | ------------------ | ------------------ |
| 2004               | Les Gets ( Francia)         | Medalla de bronce  | Trials 20″/26″     |
| 2005               | Livigno ( Italia)           | Medalla de bronce  | Trials 20″/26″     |
| 2006               | Rotorua ( Nueva Zelanda)    | Medalla de plata   | Trials 20″/26″     |
| 2007               | Fort William ( Reino Unido) | Medalla de bronce  | Trials 20″/26″     |
| 2011               | Champéry ( Suiza)           | Medalla de bronce  | Trials 20″/26″     |
| Campeonato Europeo |                             |                    |                    |
| Año                | Lugar                       | Medalla            | Competición        |
| 2006               | Colonia ( Alemania)         | Medalla de oro     | Trials 20″/26″     |
| 2007               | Wałbrzych ( Polonia)        | Medalla de oro     | Trials 20″/26″     |
| 2008               | Heubach ( Alemania)         | Medalla de bronce  | Trials 20″/26″     |
| 2009               | Zoetermeer ( Países Bajos)  | Medalla de plata   | Trials 20″/26″     |
| 2010               | Melsungen ( Alemania)       | Medalla de bronce  | Trials 20″/26″     |
| 2011               | Biella ( Italia)            | Medalla de bronce  | Trials 20″/26″     |
| 2013               | Berna ( Suiza)              | Medalla de bronce  | Trials 20″/26″     |